# Christian Zeitz
Christian Zeitz, nemški rokometaš, * 18. november 1980, Heidelberg.
Leta 2004 je na poletnih olimpijskih igrah v Atlanti v sestavi nemške reprezentance osvojil srebrno olimpijsko medaljo.